# Кастиньяно
Кастиньяно (итал. Castignano) — коммуна в Италии, располагается в регионе Марке, в провинции Асколи-Пичено.
Население составляет 3002 человек (2008 г.), плотность населения составляет 77 чел./км². Занимает площадь 39 км². Почтовый индекс — 63032. Телефонный код — 0736.
Покровителями коммуны почитаются святые апостолы Пётр и Павел, а также святой Эгидий, празднование в первое воскресение сентября.

## Демография
Динамика населения:

## Администрация коммуны
- Официальный сайт: http://www.comune.castignano.ap.it/ Архивная копия от 12 февраля 2015 на Wayback Machine